# Séisme de 2004 à Al Hoceïma
 (septembre 2023).
Si vous disposez d'ouvrages ou d'articles de référence ou si vous connaissez des sites web de qualité traitant du thème abordé ici, merci de compléter l'article en donnant les références utiles à sa vérifiabilité et en les liant à la section « Notes et références ».
Le séisme de 2004 à Al Hoceïma est un séisme survenu le 24 février 2004 à 2 h 27 min 47 s heure locale dans la province d'Al Hoceïma à une magnitude de 6.3 sur l'échelle ouverte de Richter, causant la mort d'au moins 628 personnes. Les localités les plus touchées ont été la petite commune urbaine d'Imzouren et la commune rurale d'Aït Kamra, à environ 18 km au sud-ouest d'Al Hoceïma où il n'y a pratiquement pas eu de victimes. C'est le tremblement de terre le plus meurtrier au Maroc après celui d'Agadir en février 1960 qui avait fait plus de 12 000 morts et celui de la région de Marrakech en septembre 2023 qui a fait plus de 2 800 morts.

## Secousse principale
La secousse principale s'est produite à 2 h 27 min 47 s, heure locale. Le foyer se situe à moins de 10 km de profondeur, juste au sud d'Al Hoceïma. Cette secousse principale a été suivie de plusieurs centaines de répliques dont les plus fortes ont eu lieu entre le 25 février 2004 et le 12 mars 2004, provoquant la mort de trois personnes.

## Cause
La région d'Al Hoceïma est située dans une zone proche de la limite entre les plaques africaine et eurasienne. Le séisme du 24 février 2004 est lié à une force de subduction provoquée par la remontée nord-ouest de la plaque africaine contre la plaque eurasiatique (McClusky et al., 2003). Les deux plaques lithosphériques se rapprochent à une vitesse annuelle d'environ 5 mm/an.

## Secousses historiques
Des séismes relativement forts ont eu lieu dans la région au cours des derniers siècles, notamment en septembre 1522 (nombreux dégâts à Baddis) et en mai 1624, ce dernier ayant provoqué un tsunami en Méditerranée et des dégâts à Almeria (Espagne). Plus récemment, un tremblement de terre de magnitude 5,8 a touché le village de Tafensa le 26 mai 1994, causant la mort de deux personnes et 300 blessés. La secousse principale avait essentiellement endommagé le bâti rural traditionnel de la région d'Al Hoceima.

## Destructions et pertes humaines
Le bilan définitif est de 629 morts, principalement dans la commune rurale d'Ait Kamra (207 morts) et 929 blessés dans toute la région. 2 539 bâtiments ont été endommagés voire détruits (dont 98% en zone rurale), si bien que 15 320 personnes se sont retrouvées sans abris. La mortalité due au séisme s'est concentrée principalement en zone rurale (88.2% des victimes), surtout à cause des défauts de construction. Selon le rapport de l'AFPS établi en mars 2004 :« la plupart des victimes sont mortes écrasées par les murs ou les plafonds et les toits, ou encore, en zone rurale, étouffées par les poussières dégagées par le pisé ».
En dehors des habitations privées, ce séisme n'a pas provoqué de dégâts notables sur les ouvrages les plus importants de la province d'Al Hoceïma, tels que le barrage Abdelkrim al Khattabi ou l'aéroport, ni sur les infrastructures routières ou hôtelières. Selon les données officielles, le nombre de victimes par commune est le suivant:
| Commune            | Province   | Victimes |
| ------------------ | ---------- | -------- |
| Ait Kamra          | Al Hoceïma | 207      |
| Ait Youssef ou Ali | Al Hoceima | 65       |
| Al Hoceïma         | Al Hoceima | 1        |
| Bni Abdallah       | Al Hoceima | 81       |
| Imrabten           | Al Hoceima | 104      |
| Izemmouren         | Al Hoceima | 2        |
| Imzouren           | Al Hoceima | 73       |
| Louta              | Al Hoceima | 40       |
| Nekkour            | Al Hoceima | 1        |
| Rouadi             | Al Hoceima | 24       |
| Senada             | Al Hoceima | 3        |
| Tifarouine         | Al Hoceima | 24       |
| Total              |            | 625      |

### Évaluation des dégâts
Pour les effets du site, ils sont notables pour la ville d'Imzouren, où la partie basse de la ville a été beaucoup plus détruite, là où le sol est sédimentaire. Les autres parties de la ville et des secteurs comme celui d'Al Hoceima situés en hauteur ont été beaucoup moins affectés. Les règles de constructions parasismiques étaient trop récentes pour être effectives. Depuis 2002, ces règles dites RPS sont applicables au Maroc à toutes les constructions nouvelles.

## Opérations de secours

### Réaction des autorités
La première action des autorités marocaines a été de mettre sur pied un comité d'assistance, placé sous l'autorité du ministère de l'Intérieur et dirigé par le wali Ahmed Himdi, préfet d'Oujda. Ce comité a permis de coordonner les actions des différents services (gendarmerie, protection civile, armée) et de gérer les opérations de recherche des victimes et de sauvetage. La présence du roi Mohammed VI sur le terrain dès le 28 février, avec nuits passées sous la tente et visite de zones rurales sinistrées, a été fortement ressentie par les populations. Un mois plus tard, il y fit un discours sur la nécessité de développement de la province et un meilleur contrôle des constructions.

### Réaction des populations
Des manifestations ont eu lieu dès les premiers jours face à la lenteur des secours. Le 26 février, les populations sinistrées ont manifesté en plusieurs endroits leur mécontentement, notamment à l'aéroport, surtout pour réclamer des tentes et des couvertures et aussi de la nourriture. Au moment où les rumeurs de détournement de l'aide se faisaient insistantes, le délégué régional du croissant rouge marocain a été arrêté (1er mars) pour avoir voulu détourner un camion de couvertures.

### Réactions internationales
Face au manque de tentes, une importante mobilisation internationale s'est traduite par un afflux rapide des aides en provenance surtout des pays européens (France, Espagne, Italie, Allemagne, Belgique, Portugal...) et des pays arabes (Algérie, Égypte, Jordanie, Bahreïn...)